# Andrei Angouw
Andrei Angouw (sinh ngày 23 tháng 5 năm 1971) là chính trị gia người Indonesia thuộc Đảng Dân chủ - Đấu tranh Indonesia (PDI-P) hiện là thị trưởng Manado tỉnh Bắc Sulawesi, Indonesia. Trước đây ông từng là diễn giả chính của Nghị viện tỉnh Bắc Sulawesi từ năm 2016 đến năm 2019. Ông được bầu làm thị trưởng Manado vào năm 2020, trở thành thị trưởng Nho giáo đầu tiên ở Indonesia.

## Tiểu sử
Andrei Angouw sinh ra ở Manado vào ngày 23 tháng 5 năm 1971. Cha của ông, Eddy Angouw, là tay vợt cầu lông chuyên nghiệp từ huyện Minahasa. Angouw hoàn thành bậc tiểu học năm 1983 và học trung học cơ sở cho đến năm 1986. Sau đó, ông đăng ký vào một trường trung học Công giáo trong thành phố, tốt nghiệp năm 1989. Ông tiếp tục theo học tại Đại học Nam California, lấy bằng Cử nhân Khoa học về kỹ thuật hệ thống và công nghiệp năm 1992 và bằng Thạc sĩ Khoa học về Quản lý Kỹ thuật năm 1994. Angouw sau đó quay về Indonesia làm việc trong vai trò doanh nhân. Ông làm việc tại một công ty tư vấn chiến lược từ năm 1994 đến 1996 sau đó là tại một khách sạn.

## Sự nghiệp chính trị
Angouw là nghị sĩ của Đảng Dân chủ - Đấu tranh Indonesia (PDI-P), ông bắt đầu sự nghiệp chính trị vào năm 2009 khi được bầu làm nghị sĩ của Nghị viện tỉnh Bắc Sulawesi, đại diện cho khu vực bầu cử số 1 của tỉnh. Ông tái đắc cử năm 2014 khi là lãnh đạo Ủy ban III nghị viện. Năm 2016, ông trở thành diễn giả chính của nghị viện sau khi diễn giả trước đó, Steven Kandouw, từ chức để tranh cử thống đốc Bắc Sulawesi. Ông là diễn giả chính duy nhất trong chính phủ Indonesia xuất thân từ Nho giáo. Ông tiếp tục tái đắc cử vào nghị viện năm 2019.
Angouw quyết định tranh cử thị trưởng Manado trong cuộc bầu cử năm 2020, cùng với ứng cử viên liên danh Richard Sualang. Trước đây, PDI-P chưa từng thắng cử thị trưởng ở Manado. Tuy nhiên, các nhà phân tích chính trị dự đoán bất chấp xuất thân và đảng phái, ông có cơ hội cao để giành chiến thắng, một phần do Thống đốc Olly Dondokambey (cũng từ PDI-P) đang được người dân yêu thích, và sự thống trị của đảng này trong các cuộc bầu cử lập pháp. Ông được cho là có quan hệ thân thiết với Olly Dondokambey.
Trong chiến dịch tranh cử thị trưởng, ông trở thành mục tiêu của các chiến dịch bôi nhọ do xuất thân là người Indonesia gốc Hoa và theo Nho giáo, chẳng hạn như có tin đồn thành phố sẽ chìm trong khói từ những buổi lễ cầu kinh Nho giáo nếu ông thắng cử. Ông thắng cử với 88.303 phiếu bầu và tuyên thệ nhậm chức vào ngày 10 tháng 5 năm 2021. Ông trở thành người theo Nho giáo đầu tiên ở Indonesia giữ chức thị trưởng.
Trong nhiệm kỳ, ông chuyển giao nhiệm vụ phân phối nước trong thành phố từ PT Air Manado, một công ty tư nhân, sang PDAM thuộc sở hữu hoàn toàn của thành phố. Ông dẫn chứng thực tế chỉ có 25% cư dân Manado được tiếp cận nguồn nước, khiến nó trở thành một trong những thủ phủ cấp tỉnh ít được che phủ nhất ở Indonesia; 75% còn lại dựa vào máy bơm và giếng ngầm dưới mặt đất. Ông đặt mục tiêu đến năm 2024, 70% dân số thành phố được kết nối với hệ thống nước. Hầu hết nước sẽ lấy từ Hồ chứa Kuwil đang trong quá trình xây dựng. Vào ngày 1 tháng 1 năm 2022, PT Air Manado thông báo giải thể khiến hàng trăm nhân viên bị sa thải. Ngày 17 tháng 1 năm 2022, ông khánh thành trạm sạc điện đầu tiên ở Bắc Sulawesi và bày tỏ sự ủng hộ đối với sự có mặt của xe điện ở Manado.
Vào tháng 1 năm 2022, trong đại dịch COVID-19, Angouw đe dọa những người nhận viện trợ từ bảo hiểm y tế quốc gia Indonesia, PBI-JK, sẽ bị tước quyền tiếp cận nếu họ không tiêm chủng. Vào thời điểm tuyên bố, có khoảng 42.000 người chưa được tiêm chủng trong thành phố nhận hỗ trợ thông qua PBI-JK. Ông cũng lên kế hoạch hồi sinh chợ Bersehati, khu chợ lớn nhất ở Manado, vào đầu năm 2022; tuy nhiên, điều này vấp phải sự phản đối của một số thương nhân trong chợ, họ cho rằng việc di dời tạm thời trong quá trình này sẽ ảnh hưởng đến thu nhập. Ông khuyến khích phát tiền cho các nhân vật tôn giáo trong thành phố. Hành động này bị chỉ trích vì một số lý do, bao gồm việc phân phát không đồng đều ủng hộ các nhà thờ có giáo đoàn lớn hơn và phân biệt đối xử với các nhóm và nhà thờ nhỏ hơn. Ruslan Essa, một thầy tế của Nhà thờ Hồi giáo Al-Ikhlas Paniki, dẫn chứng điều này có thể làm phá vỡ sự hòa hợp tôn giáo trong thành phố. Angouw lập luận các nhà thờ và nhân vật tôn giáo cần có dữ liệu về môn đồ của họ để xác định lý lịch tư pháp các thành viên và họ sẽ sử dụng tiền khuyến khích để cải tạo các thành viên nói trên với sự giúp đỡ từ các cơ quan chính phủ. Ông nói thêm việc có một giáo đoàn lớn hơn dẫn đến trách nhiệm lớn hơn đối với các thành viên.